# Yeşilalan, Korgan
Yeşilalan là một xã thuộc huyện Korgan, tỉnh Ordu, Thổ Nhĩ Kỳ. Dân số thời điểm năm 2010 là 648 người.